# 斯帕克爾 (加利福尼亞州)
斯帕克爾（英語：Sparkle）是位於美國加利福尼亞州康特拉科斯塔縣的一個非建制地區。該地的面積和人口皆未知。

## 地理
斯帕克爾的座標為37°55′42″N 122°03′04″W / 37.92833°N 122.05111°W，而該地的平均海拔高度為26米（即85英尺）。